# Hans Mathias Velschow

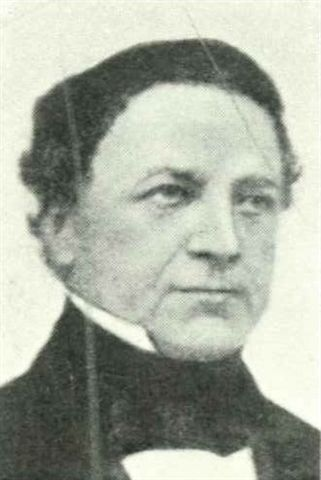
Hans Mathias Velschow.

Hans Mathias Velschow,  född den 22 november 1796 i Köpenhamn, död där den 8 juli 1862, var en dansk historiker.
Velschow blev teologie kandidat 1822 och magister 1831 (avhandling på latin, om Danmarks härväsen under Valdemar Sejr). Han blev professor vid universitetet 1833. Velschow var mycket lärd, men föga produktiv. Hans viktigaste arbete är fullbordandet av Peter Erasmus Müllers Saxo (1839–1858), men dessutom skrev han flera värdefulla avhandlingar, huvudsakligen om Danmarks inre förhållanden under medeltiden. 